# Василиса Прекрасна (казка)
Василиса Прекрасна (рос. Василиса Прекрасная) — російська народна казка, названа за ім'ям її головної героїні. У збірнику «Народні російські казки» О. М. Афанасьєва версії цієї казки мають номери: 104 («Василина Прекрасна»); 219—226 («Морський цар та Василина Премудра»); 267—269 («Царівна-жаба»). Однойменні радянські фільм (1939) та мультфільм (1977) мають власні сюжети, засновані на казці «Царівна-жаба» (у них Василина «Премудра» стала «Прекрасною»).

## Сюжет

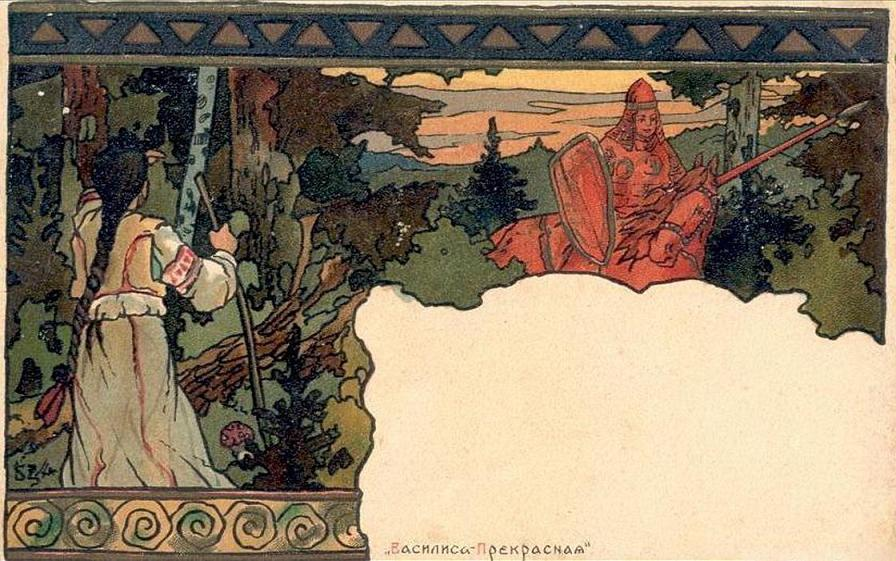
Борис Зворикін. Василина, листівка 1917

У одного купця померла жінка, з якою він прожив у шлюбі 12 років, покинувши єдину дочку 8 років — Василину. Перед смертю купчиха віддає дочці ляльку з своїм благословенням. Ця лялька не проста: якщо дати їй поїсти, то можна отримати від неї допомогу прі неприємностях. Через деякий час купець вдруге одружується на вдові з двома дочками — однолітками Василини. Нова жінка не злюбила падчірку, даючи їй різний непосильные роботи, але лялечка виконувала всю роботу за Василину.
Коли головна героїня виросла, то до їй стали свататися всі женихи міста. Мачуха ж всім відмовляла: «Не віддам меншої перш старших!» Одного разу купець надовго виїхав з дому у торговельних справах, і у цю пору, по жадобі мачухи, сім'я перейшла жити в іншій дім, що стояв біля дрімучого лісу, в якому була хатинка Баби-яги.
Часто посилала мачуха Василину в ліс, сподіваючісь, Баба-яга зустріне її та з'їсть. Але дівчина, завдяки керівництву лялечки, всегда уникала небезпечний шляхів. Нарешті, мачуха з доньками змовилися прямо відіслати Василісу у хатинку Баби-яги за вогнем, так що під час осінньої жіночої роботи (плетіння, в'язання и прядіння), яку здійснюють вночі, навмисно загасили палаючу свічку. Лялечка, як зазвичай, пообіцяла дбати про безпеку дівчини, и та вирушила у дорогу.
На шляху їй зустрілися три вершники: білий, червоний та чорний (за словами Бабі-яги, це її слуги: День, Сонце та Ніч). На паркані ж Баби-Яги, зробленому з людських кісток, були розвішані черепи, очі яких освещали своїм світлом околиці, як днем. Тут з лісу виїхала і сама господиня: «у ступі їде, товкачем поганяє, помелом слід замітає».
Вислухавши прохання дівчини, Баба-яга зажадала від тієї під страхом смерті попрацювати для початку служницею. За наказом голосом відчинилися ворота, а потім самі ж і замкнулися. Різні завдання давала Василисі Баба-яга, але та, завдяки допомозі лялечки, все виконувала вчасно.
Ще у Баби-яги були помічники — три пари рук, які відгукувалися і з'являлися на поклик її голосу. Баба-яга не стала пояснювати, що це за пари рук: «Я не люблю, щоб у мене сміття з хати виносили, і занадто допитливих їм». Через якийсь час Баба-яга запитала дівчину, як та примудряється так добре виконувати всю роботу, і дізнавшись, що причиною тому «благословення матері», виштовхала її геть, сказавши: «Не потрібно мені благословенних».
З собою ж, замість світильника, дала в дар один череп з палаючими очима. Хотіла Василина від нього позбутися, але череп сказав, щоб вона цього не робила, а несла в будинок мачухи. Там світло, що йшло з очниць черепа, спопелило мачуху і її двох дочок.
Після того, що сталося Василиса закопала череп в землю і пішла в місто, де оселилася в однієї бабусі, вирішивши чекати повернення батька там, і зайнялася прядінням і ткацтвом. Тканина в її руках виходила такою тонкою, що старенька якось понесла її прямо в царський палац. Цар же попросив пошити йому з цього полотна сорочки, що Василина виконала.
Оцінивши майстерну роботу, цар захотів на власні очі побачити і нагородити майстриню. Зачарований її красою цар взяв Василісу в дружини. Повернувшись на батьківщину з торгової подорожі батько Василини залишився жити при дворі. Стареньку нова цариця теж взяла до себе, а помічницю-лялечку до кінця своїх днів носила в кишені.

## Інтерпретації
Білий, червоний та чорний вершники з'являються в інших історіях про Бабу-ягу і часто інтерпретуються як міфологічні образи.
Подібно багатьом фольклористам XIX століття, Афанасьєв розглядає багато які народні казки як способи відображення природних явищ і стихій. Так він витлумачив і цю казку — як зображення конфлікту між сонячним світлом (Василина), бурхливим вітром (мачуха) і темними хмарами (зведені сестри).
Кларисса Пінкола Естес інтерпретує казку як розповідь про жіноче розкріпачення, як шлях головної героїні від підпорядкування до сили і незалежності. Баба-яга пояснюється як «неприборканий фемінний» принцип, від якого Василина була відділена, але потрапивши під його владу, підкоряючись і навчившись самовиховання, вона зростає в процесі цього навчання.

## Галерея

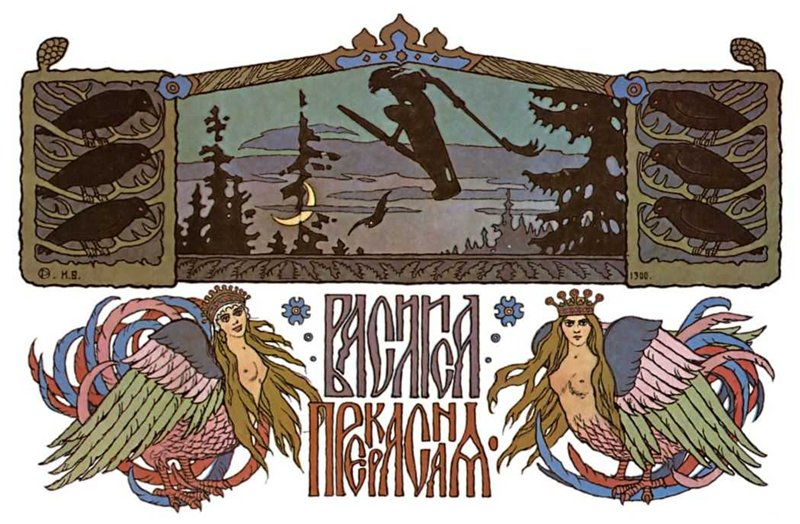
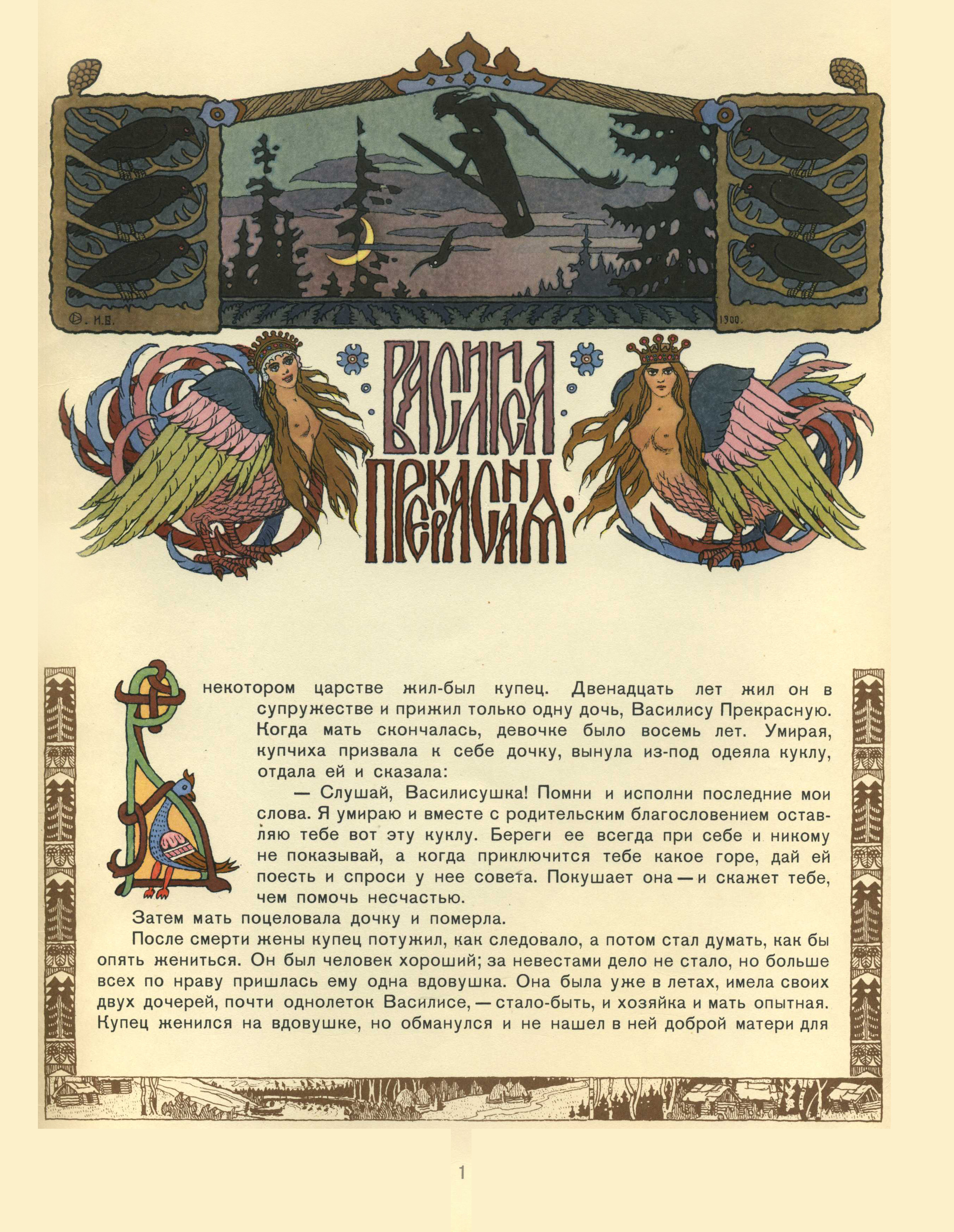
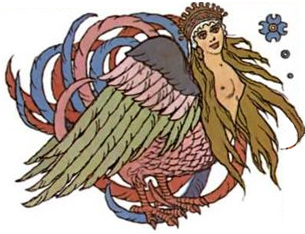
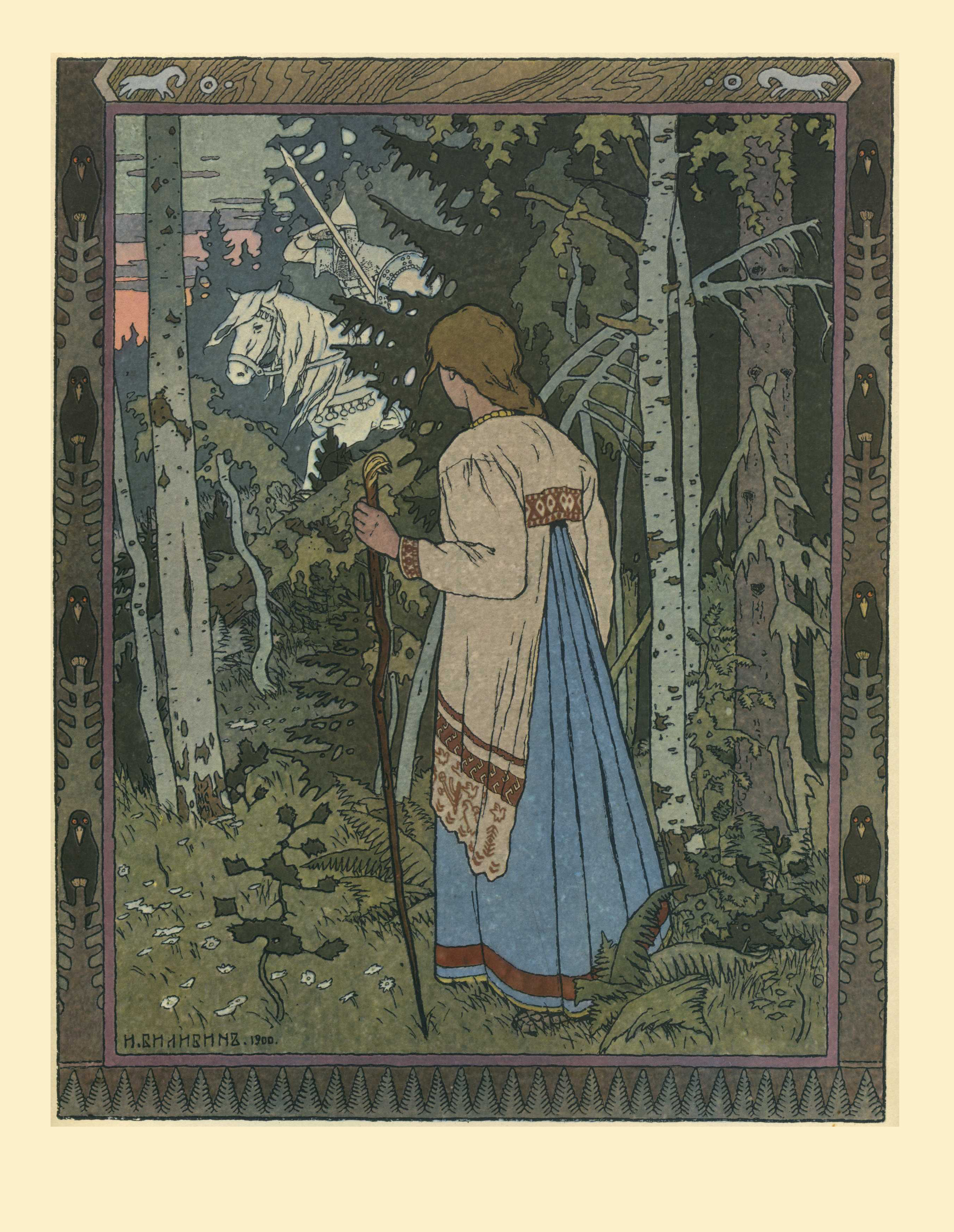
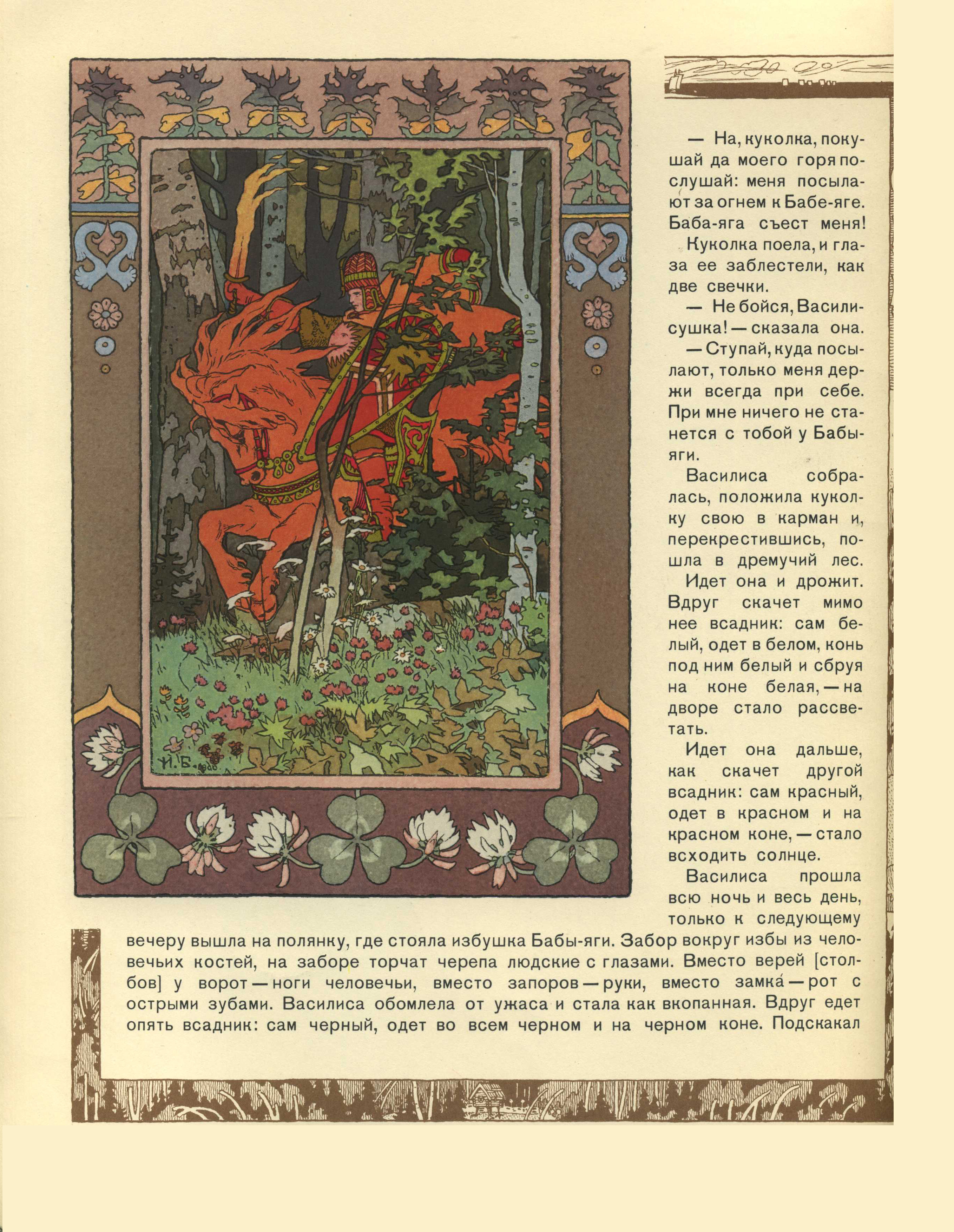
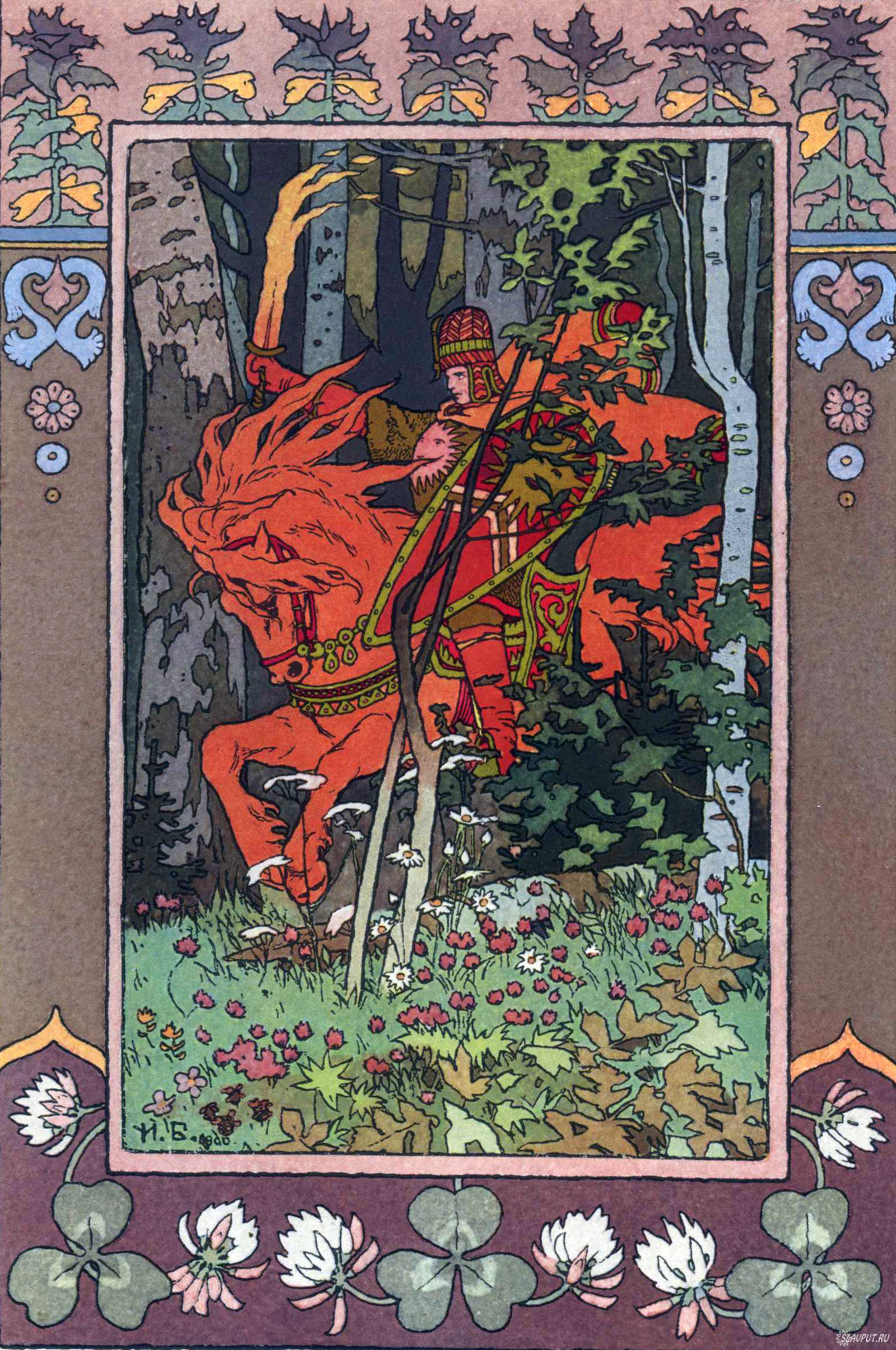
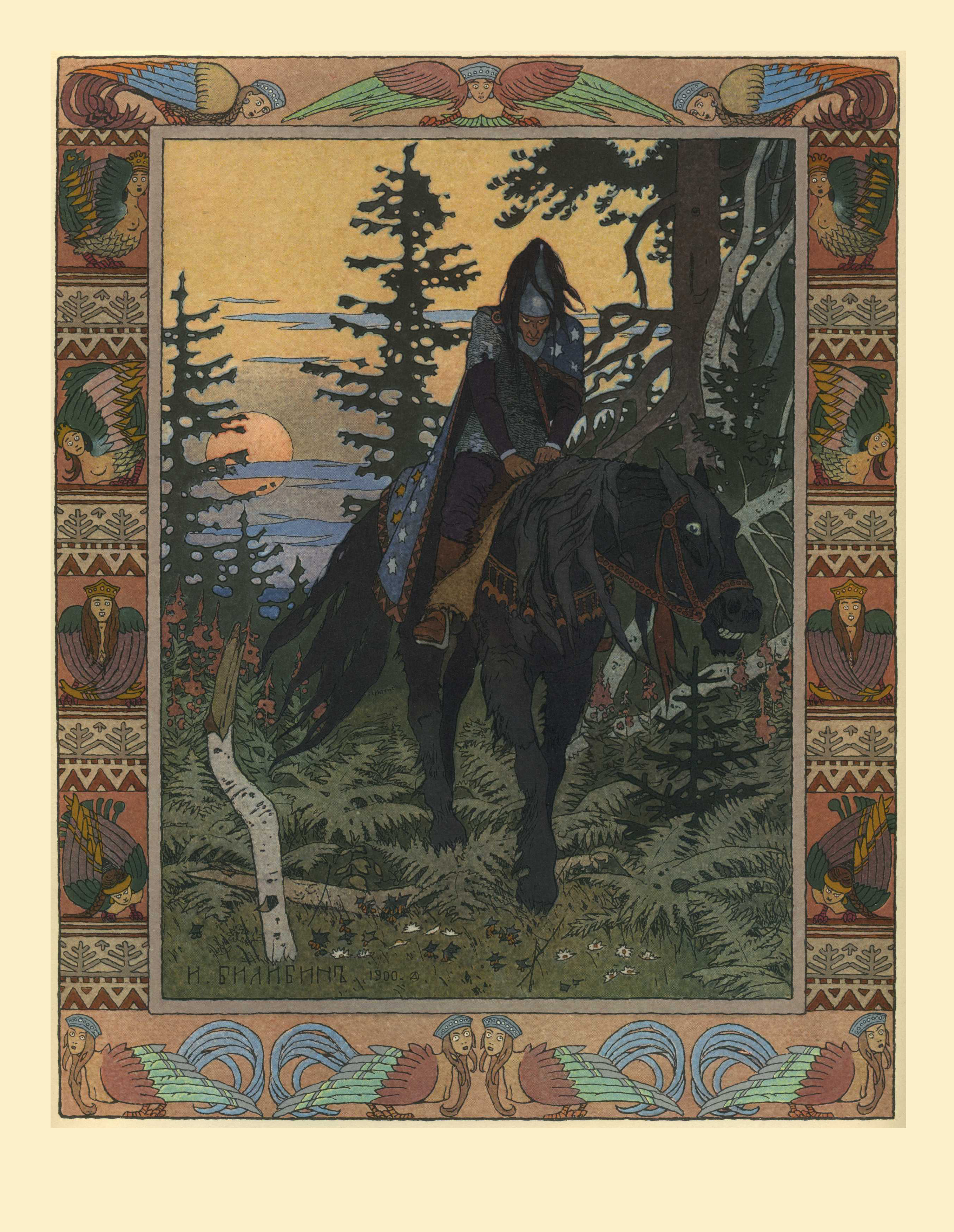

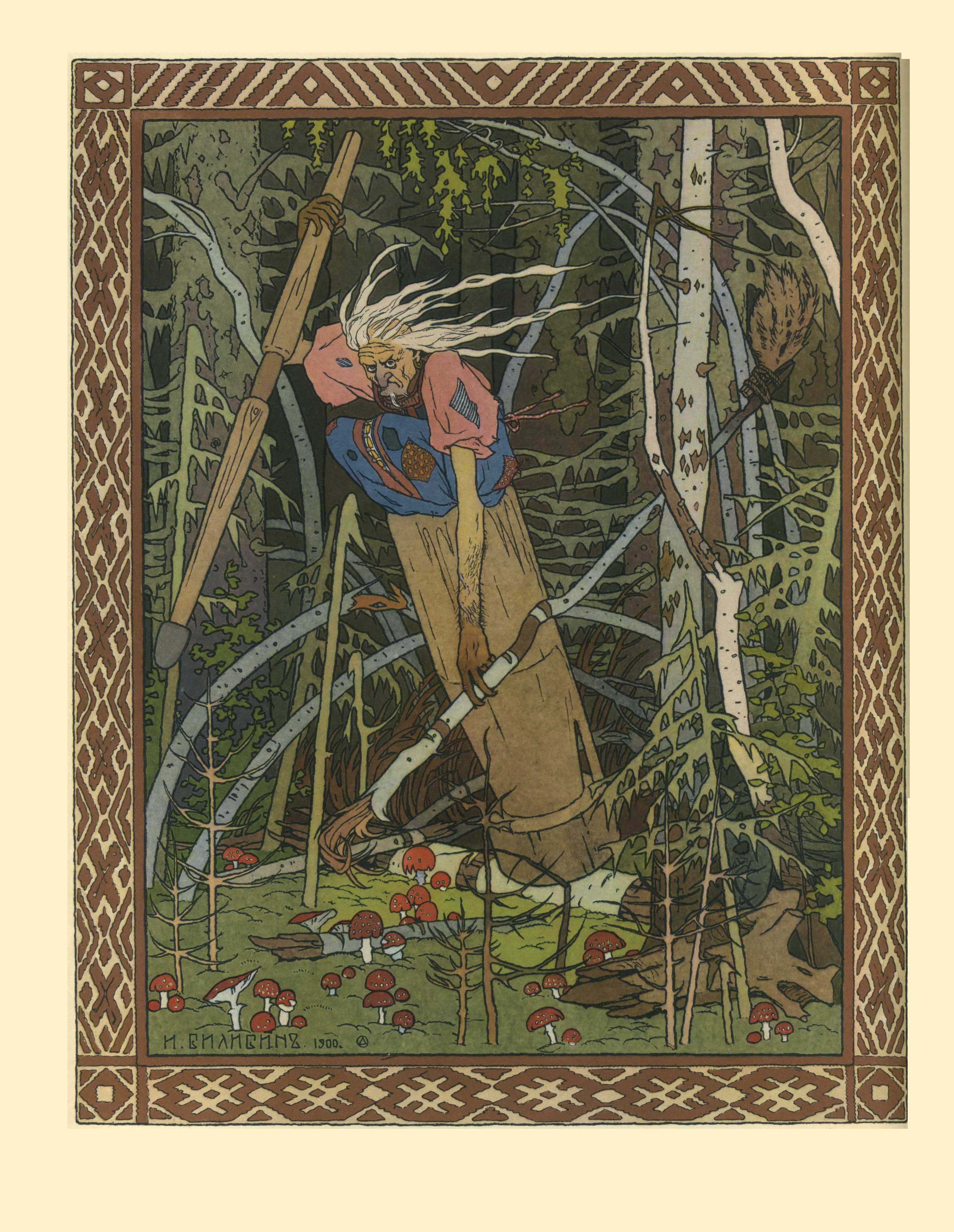
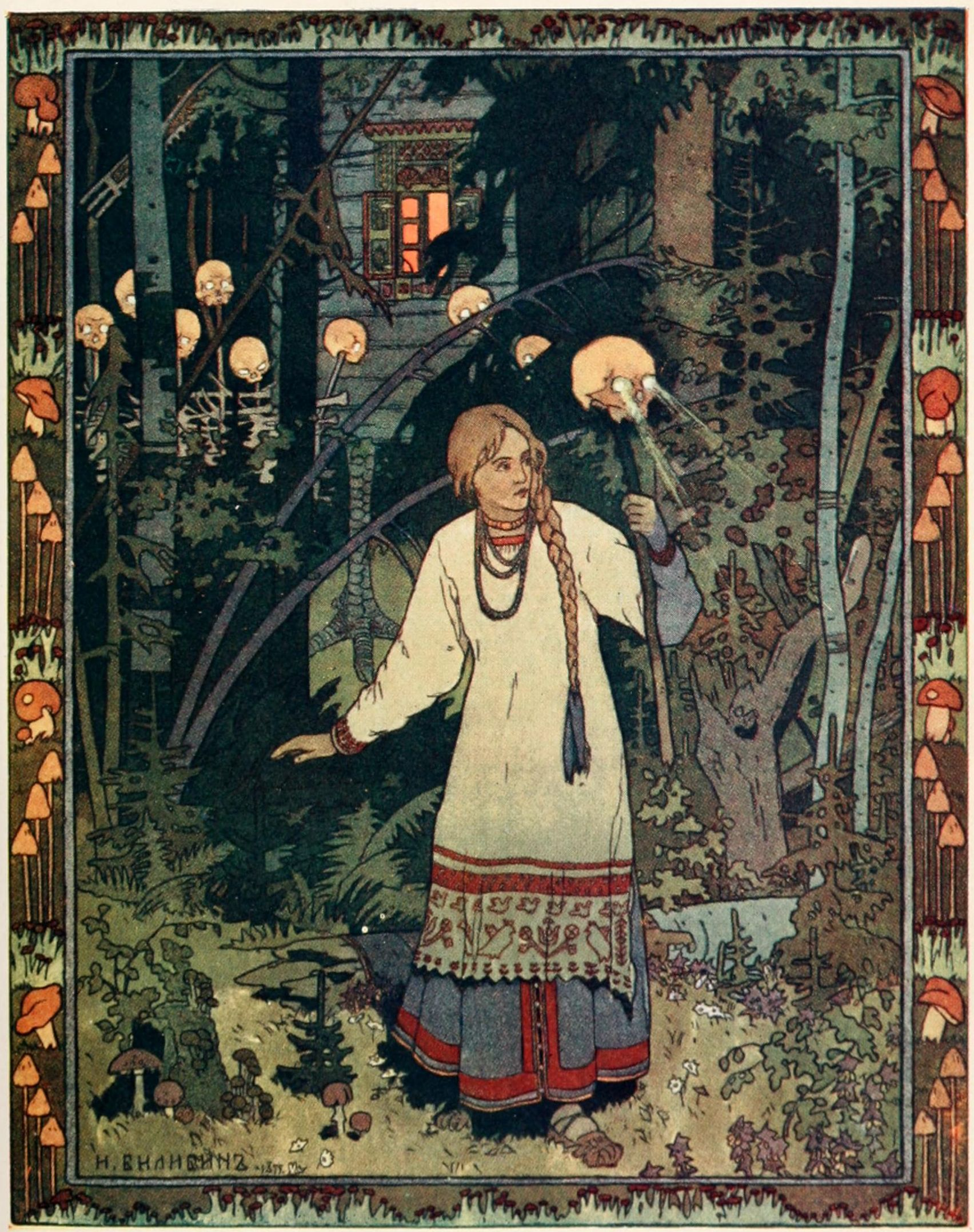
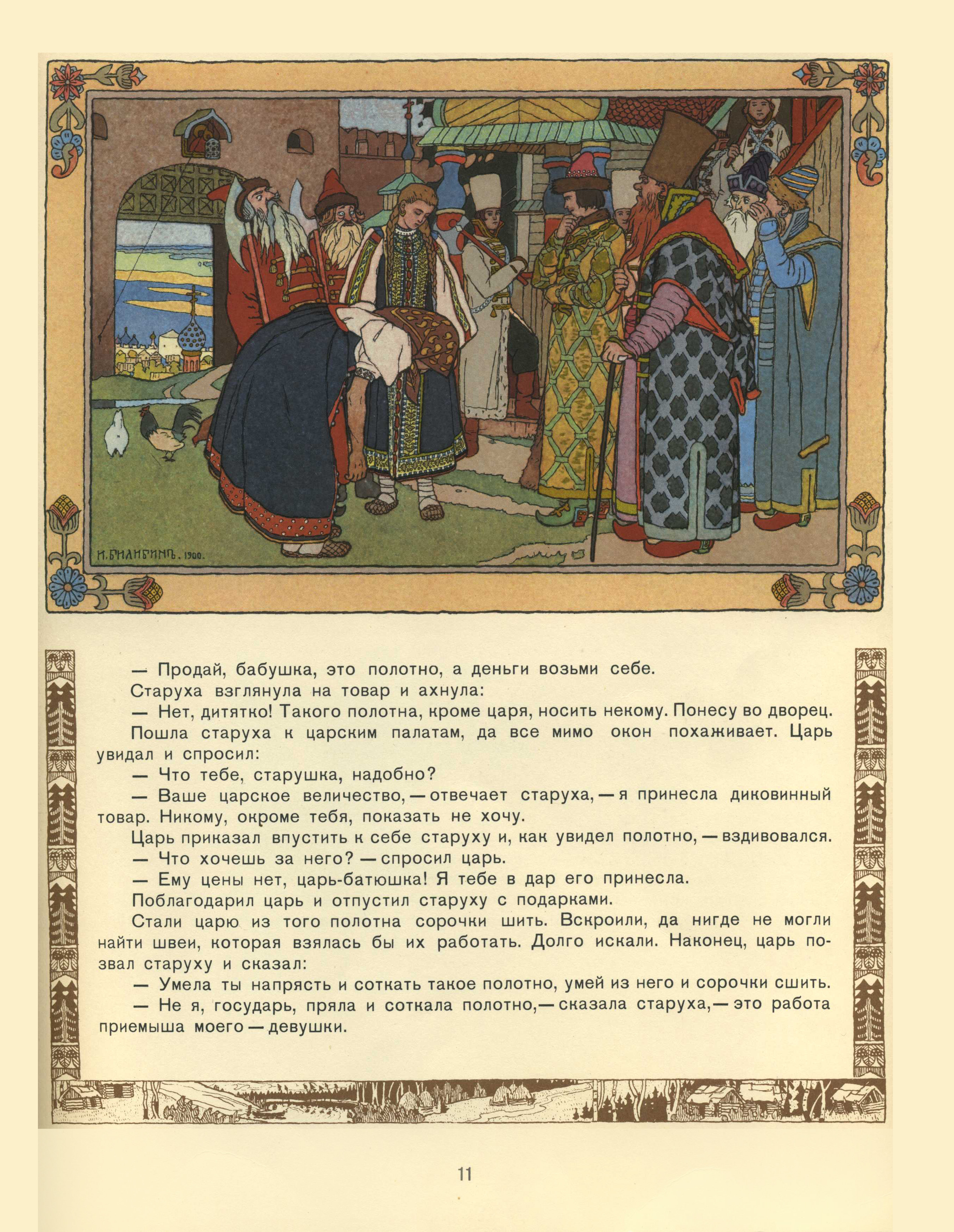
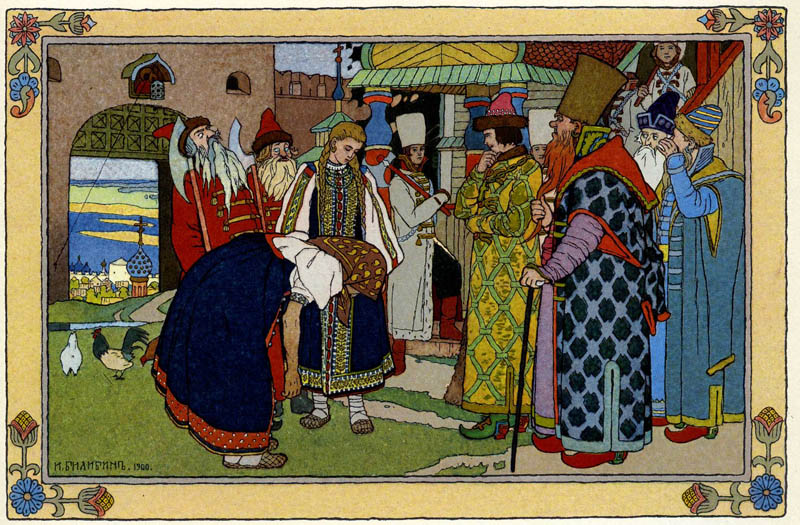
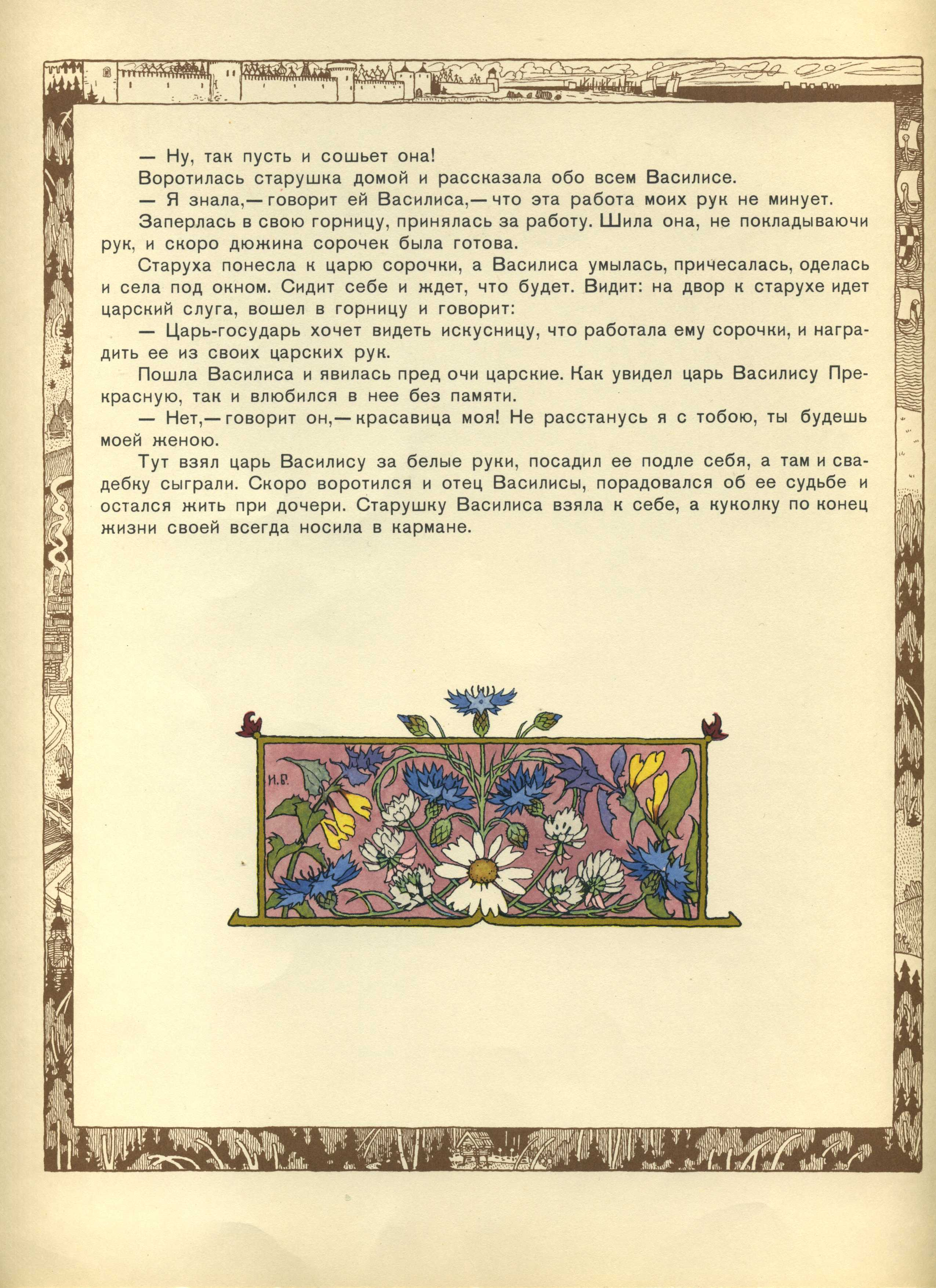
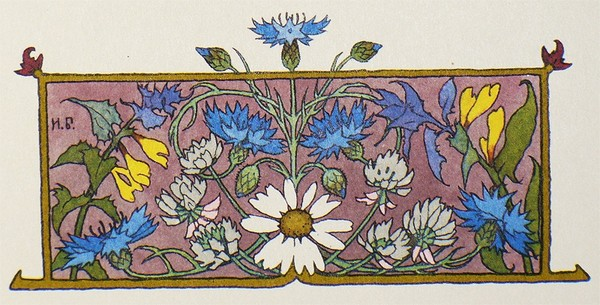

Ілюстрації до казки Івана Білібіна: